# 豪尔体育场
豪尔体育场（阿拉伯語：ملعب نادي الخور）是位于卡塔尔沿海城镇豪爾的多功能体育场，该体育场的容量为45330人，使其成为卡塔爾星級足球聯賽中最大的体育场之一。